# 赤いサンデー
「赤いサンデー」（あかいサンデー）は、日本のバンドDOESの2枚目のシングルである。2006年11月1日発売。発売元はキューンレコード。

## 概要
- 前作より2か月というハイペースでリリースされた。
- アルバム『NEWOLD』の先行シングル。アルバムは本シングルの1週間後に発売された。
- このシングルの表題曲は、インディーズのCD「fish for you」に収録されており、このシングルの曲は、リテイクバージョンである。
- このシングルの表題曲は、『NEWOLD』や、ベストアルバムの『SINGLES』には、エコーなどをかけたリミックスバージョンで収録されている。

## 収録曲
1. 赤いサンデー (4:17)
シングルバージョンは本作のみ収録。
2. あしたの国 (4:13) 
ベストアルバム『OTHERSIDE OF DOES』に収録。

全作詞・作曲：氏原ワタル　編曲：DOES